# 8 lutego
8 lutego jest 39. dniem w kalendarzu gregoriańskim. Do końca roku pozostało 326 (w latach przestępnych 327) dni.

## Święta
- Imieniny obchodzą: Ampeliusz, Gabriela, Gniewomir, Gniewosądka, Hieronim, Honorat, Izajasz, Jan, Józefina, Juwencja, Juwencjusz, Lucjusz, Łucjusz, Mirogniew, Paweł, Piotr, Polikarp, Salomon, Sebastian i Stefan.
- Polska – Święto Służby Więziennej (od 2011 do 2022 roku; wcześniej obchodzone 26 kwietnia)
- Irak – Święto Rewolucji
- Słowenia – Dzień Kultury Słoweńskiej
- Romowie – Zniesienie Niewolnictwa
- Wspomnienia i święta w Kościele katolickim[1][2] obchodzą:
  - św. Hieronim Emiliani (zakonnik)
  - św. Iwencjusz z Pawii (biskup)
  - św. Józefina Bakhita (zakonnica)
  - bł. Józefina Gabriela Bonino (dziewica)
  - bł. Nadzieja od Jezusa (María Józefa Alhama Valera) (zakonnica)
  - bł. Piotr Igneo (benedyktyn)

## Wydarzenia w Polsce
- 1296 – Król Polski Przemysł II został zamordowany pod Rogoźnem podczas nieudanej próby porwania dokonanej z inspiracji margrabiów brandenburskich, z którymi współpracowały zapewne wielkopolskie rody Nałęczów i Zarembów.
- 1427 – Szydłowiec otrzymał prawa miejskie.
- 1454 – Wojna trzynastoletnia: toruńscy mieszczanie zdobyli i zburzyli zamek krzyżacki.
- 1512 – W katedrze wawelskiej odbył się ślub króla Zygmunta I Starego i Barbary Zápolyi, która została również koronowana na królową Polski.
- 1649 – Powstanie Chmielnickiego: rozpoczęła się bitwa o Mozyrz.
- 1813 – VI koalicja antyfrancuska: wojska rosyjskie zajęły Warszawę.
- 1850 – W Szczecinie ukazało się pierwsze wydanie polskojęzycznego tygodnika „Przyjaciel Chłopów”.
- 1863 – Powstanie styczniowe: klęska powstańców w bitwie pod Słupczą.
- 1909 – Pod lawiną w Tatrach zginął kompozytor i dyrygent Mieczysław Karłowicz.
- 1919 – Dekretem Tymczasowego Naczelnika Państwa Józefa Piłsudskiego została utworzona Pocztowa Kasa Oszczędności (obecnie PKO BP SA).
- 1920:
  - Maciej Biesiadecki został pierwszym komisarzem generalnym RP w Wolnym Mieście Gdańsku.
  - Wojsko Polskie wkroczyło do Kartuz i przyłączyło miasto do Rzeczypospolitej.
- 1923 – Archimandryta Smaragd (Łatyszenko) dokonał udanego zamachu na prawosławnego metropolitę warszawskiego Jerzego (Jaroszewskiego).
- 1930 – Dokonano oblotu prototypu samolotu pasażerskiego Lublin R.XI.
- 1932 – Został opatentowany pistolet Vis.
- 1935 – Premiera filmu Antek policmajster w reżyserii Michała Waszyńskiego.
- 1940:
  - Niemcy utworzyli getto żydowskie w Łodzi.
  - Po międzynarodowych protestach Niemcy zwolnili 101 uczonych aresztowanych podczas Sonderaktion Krakau.
- 1942 – Minister przemysłu zbrojeniowego III Rzeszy Fritz Todt zginął w katastrofie samolotu na lotnisku Kętrzyn-Wilamowo, obsługującym kwaterę główną Adolfa Hitlera w Wilczym Szańcu.
- 1945:
  - Nieznani sprawcy napadli na wieś Iskań (powiat przemyski), w czasie którego zabito 15 osób narodowości ukraińskiej.
  - W dniach 8-9 lutego 1945 roku oddział UPA dokonał zbrodni na co najmniej 56 polskich mieszkańcach wsi Hleszczawa oraz chutoru Stadnica, położonych w dawnym powiecie trembowelskim województwa tarnopolskiego.
  - Wojska 1. Frontu Ukraińskiego pod dowództwem marsz. Iwana Koniewa rozpoczęły operację dolnośląską.
  - Zwycięstwa wojsk polskich w bitwach pod Jaksicami i o Dobrzycę (5-8 lutego) w trakcie walk o przełamanie Wału Pomorskiego.
- 1951 – W więzieniu mokotowskim wykonano wyroki śmierci na byłych członkach okręgu wileńskiego AK: kpt. Henryku Borowskim, ppor. Lucjanie Minkiewiczu, ppłk Antonim Olechnowiczu i mjr Zygmuncie Szendzielarzu.
- 1953 – Została opublikowana rezolucja Związku Literatów Polskich w Krakowie, wyrażająca poparcie dla wyroków zapadłych w sfingowanym procesie księży kurii krakowskiej.
- 1955 – 47-letnia nauczycielka Ludwika Wawrzyńska uratowała czworo dzieci wynosząc je z płonącego baraku hotelowego „Metrobudowy” przy ul. Włościańskiej 52 w Warszawie. Z powodu doznanych poparzeń zmarła 18 lutego w szpitalu.
- 1960 – Premiera filmu obyczajowego Wspólny pokój w reżyserii Wojciecha Jerzego Hasa.
- 1963 – Premiera filmu psychologicznego Między brzegami w reżyserii Witolda Lesiewicza.
- 1976 – Podczas 17. Halowych Mistrzostw Polski w Lekkoatletyce w Warszawie Tadeusz Ślusarski ustanowił rekord świata w skoku o tyczce (5,65 m).
- 1979 – Podczas 20. Halowych Mistrzostw Polski w Lekkoatletyce w Zabrzu Grażyna Rabsztyn ustanowiła rekord świata w biegu na 60 m. przez płotki (7,86 s).
- 1982 – Stan wojenny: wznowiono zajęcia na wyższych uczelniach.
- 1996 – Premiera filmu sensacyjnego Girl Guide w reżyserii Juliusza Machulskiego.
- 2005 – Dwóch ratowników GOPR zginęło w wyniku zejścia lawiny w Karkonoszach.
- 2011 – W Poznaniu rozpoczęły się III Halowe Mistrzostwa Świata w Hokeju na Trawie Kobiet i Mężczyzn.
- 2022 – Utworzono Wojska Obrony Cyberprzestrzeni.

## Wydarzenia na świecie

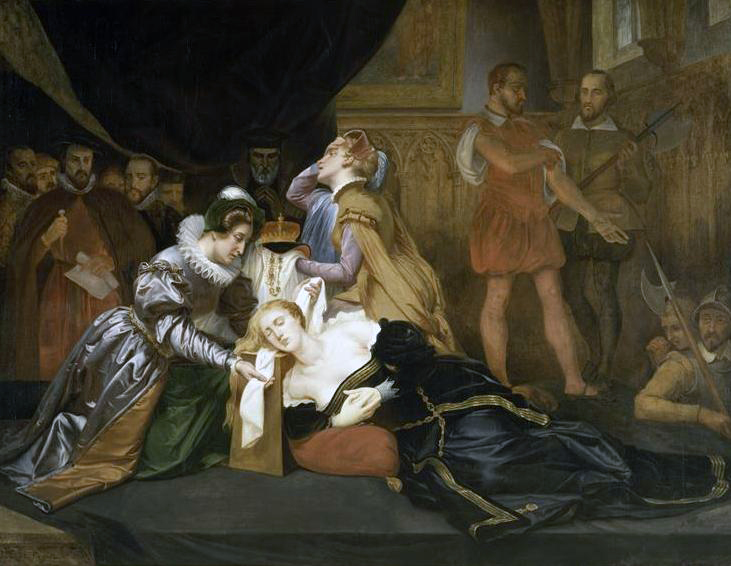
Egzekucja Marii I Stuart na XIX-wiecznym obrazie Abela de Pujol Alexandre-Denisa

- 421 – Konstancjusz III został mianowany przez cesarza rzymskiego Honoriusza na współcesarza.
- 1250 – Wyprawy krzyżowe: zwycięstwo wojsk francuskich nad Egipcjanami w bitwie pod Al-Mansurą.
- 1260 – Rozpoczęły się pod wodzą Herkusa Monte powstania Prusów i Litwinów przeciwko Zakonowi krzyżackiemu.
- 1542 – W mieście Spira zebrał się Sejm Rzeszy, zwołany w sprawie konfliktu Niemiec z Imperium Osmańskim.
- 1575 – Założono Uniwersytet w Lejdzie (Holandia).
- 1587 – Za udział w spisku przeciwko królowej Anglii Elżbiecie I Tudor ścięto królową Szkotów Marię I Stuart.
- 1622 – Król Anglii Jakub I Stuart rozwiązał parlament.
- 1629 – Wojna trzydziestoletnia: do Wismaru przypłynęło 7 z 8 okrętów floty wojennej króla Zygmunta III Wazy, stając się podstawą tzw. floty wismarskiej habsburskiej Ligi Katolickiej. Ostatni dotarł kilka dni później.
- 1676 – Fiodor III Romanow został carem Rosji.
- 1693 – W Williamsburgu w Wirginii założono College of William & Mary, drugi (po Harvardzie) najstarszy uniwersytet w USA.
- 1716 – Dawid III został cesarzem Etiopii.
- 1726 – Cesarzowa Rosji Katarzyna I powołała Najwyższą Tajną Radę.
- 1807 – IV koalicja antyfrancuska: zwycięstwo wojsk francuskich nad rosyjskimi w bitwie pod Iławą Pruską.
- 1814 – VI koalicja antyfrancuska: nierozstrzygnięta bitwa nad rzeką Mincio między wojskami francusko-włoskimi i austriackimi.
- 1815 – Na kongresie wiedeńskim uchwalono deklarację o zniesieniu handlu niewolnikami.
- 1826 – Bernardino Rivadavia został pierwszym prezydentem Argentyny (wówczas Zjednoczonych Prowincji Rio de La Plata).
- 1848 – Wiosna Ludów: w Padwie wybuchło jednodniowe, zwycięskie powstanie antyaustriackie.
- 1849 – Powstanie węgierskie: zwycięstwo powstańców nad wojskami austriackimi w bitwie pod Piski.
- 1853 – Utworzono Terytorium Waszyngtonu.
- 1856 – Francuski astronom Jean Chacornac odkrył planetoidę (39) Laetitia.
- 1860 – Marthinus Wessel Pretorius został prezydentem Wolnego Państwa Orania.
- 1863 – W Petersburgu podpisano rosyjsko-pruską konwencję Alvenslebena, skierowaną przeciw powstaniu styczniowemu.
- 1864 – Ustanowiono Królewski Order Kambodży.
- 1865 – Prekursor genetyki Gregor Mendel, podczas posiedzenia lokalnego towarzystwa naukowego w Brnie, zaprezentował sformułowane przez siebie reguły przekazywania cech dziedzicznych.
- 1867 – Ustanowiono Monarchię Austro-Węgierską.
- 1881 – I wojna burska: zwycięstwo wojsk burskich nad brytyjskimi w bitwie pod Ingogo.
- 1887 – Kongres Stanów Zjednoczonych uchwalił tzw. ustawę Dawesa o powszechnym podziale ziem.
- 1889 – Francuski astronom Auguste Charlois odkrył planetoidę (283) Emma.
- 1904 – Japończycy storpedowali Port Arthur – początek wojny rosyjsko-japońskiej.
- 1906 – Sidney Sonnino został premierem Włoch.
- 1910 – William D. Boyce założył organizację Boy Scouts of America.
- 1914:
  - Niemiecki lotnik Karl Ingold ustanowił rekord długości lotu (16 godzin i 20 minut).
  - Oreste Zamor został prezydentem Haiti.
- 1915 – Premiera amerykańskiego filmu Narodziny narodu w reżyserii Davida Warka Griffitha.
- 1918:
  - Bolszewicy rozpędzili Syberyjską Dumę Obwodową w Tomsku.
  - Wojna ukraińsko-bolszewicka: wojska bolszewickie zdobyły Kijów.
- 1920 – Tirana została stolicą Albanii.
- 1922 – W Białym Domu w Waszyngtonie zainstalowano pierwszy radioodbiornik.
- 1923 – Organ prasowy NSDAP „Völkischer Beobachter” został przekształcony z tygodnika w dziennik.
- 1924:
  - Uruchomiono komunikację tramwajową w Baku.
  - W Carson City w Nevadzie dokonano pierwszej na świecie egzekucji w komorze gazowej.
- 1926 – Zainaugurował działalność Teatr Wyzwolony w Pradze.
- 1928 – Odbył się pierwszy transatlantycki przekaz sygnału telewizyjnego z Londynu do Nowego Jorku.
- 1933:
  - Dokonano oblotu samolotu pasażerskiego Boeing 247.
  - W Berlinie z inicjatywy Związku Polaków w Niemczech i Związku Spółdzielni Polskich w Niemczech założono Centralny Bank Spółdzielczości Polskiej.
- 1937 – Wojna domowa w Hiszpanii: zwycięstwo wojsk nacjonalistycznych w bitwie o Malagę.
- 1938 – Dokonano oblotu jugosłowiańskiego wodnosamolotu Rogožarski SIM-XIV-H.
- 1939 – Fiński astronom Yrjö Väisälä odkrył kometę okresową 40P/Väisälä.
- 1941 – W West Palm Beach na Florydzie otwarto Norton Museum of Art.
- 1942:
  - Front wschodni: rozpoczęła się bitwa pod Diemiańskiem.
  - Wojna na Pacyfiku: rozpoczęła się bitwa o Singapur.
- 1943:
  - Wojna na Pacyfiku: wojska amerykańskie zdobyły wyspę Guadalcanal; 42 mile na wschód od wyspy Mikura w archipelagu Izu amerykański okręt podwodny USS „Tarpon” storpedował i zatopił japoński statek transportowy „Tatsuta Maru”, w wyniku czego zginęło 1223 żołnierzy i pasażerów oraz 198 członków załogi.
- 1944:
  - Kampania śródziemnomorska: niemiecki statek transportowy SS „Petrella” z włoskimi jeńcami wojennymi został zatopiony koło Krety przez brytyjski okręt podwodny HMS „Sportsman”, w wyniku czego zginęło ok. 2670 osób.
  - Wojna na Pacyfiku: przewożący żołnierzy japoński statek transportowy „Lima Maru” został zatopiony u wybrzeży Japonii przez amerykański okręt podwodny USS „Snook”, w wyniku czego zginęło ok. 2750 osób.
- 1945 – Przebywający w niemieckiej niewoli w obozie koncentracyjnym na wyspie Uznam radziecki as myśliwski Michaił Diewiatajew uprowadził wraz z grupą 10 więźniów bombowiec Heinkel He 111 z bazy wojskowej w Peenemünde, skąd przeleciał na pozycje zajęte przez postępującą na zachód Armię Czerwoną.
- 1947 – W berlińskiej dzielnicy Spandau zginęło w pożarze 81 uczestników balu maskowego, a ok. 150 odniosło obrażenia.
- 1948 – W szwajcarskim Sankt Moritz zakończyły się V Zimowe Igrzyska Olimpijskie.
- 1949:
  - Irlandia odrzuciła zaproszenie do członkostwa w NATO z powodu okupacji przez Wielką Brytanię 6 hrabstw w północno-wschodniej części wyspy.
  - Oskarżony o zdradę kraju arcybiskup Ostrzyhomia i prymas Węgier kardynał József Mindszenty został skazany na dożywotnie pozbawienie wolności.
- 1950 – Utworzono Ministerstwo Bezpieczeństwa Państwowego NRD.
- 1955 – Gieorgij Malenkow został zmuszony do ustąpienia z funkcji premiera ZSRR. Jego następcą został Nikołaj Bułganin.
- 1956 – W Londynie odbyła się prezentacja autobusu piętrowego Routemaster.
- 1957 – W Nowym Jorku podpisano polsko-japoński układ o zakończeniu stanu wojny i nawiązaniu stosunków dyplomatycznych.
- 1958 – Wojna algierska: francuskie lotnictwo zbombardowało przygraniczną tunezyjską wioskę Sakiet Sidi Youssef, zabijając ponad 70 osób i raniąc 148.
- 1962:
  - W południowym Wietnamie zostało ustanowione Dowództwo Pomocy Wojskowej USA.
  - W starciach z policją w Paryżu zginęło 9 związkowców, uczestniczących w demonstracji przeciwko OAS i wojnie w Algierii.
- 1963:
  - Władze amerykańskie zakazały swoim obywatelom podróży na Kubę.
  - W wyniku zamachu stanu zorganizowanego przez Partię Bass został obalony premier Iraku Abd al-Karim Kasim.
- 1965 – 84 osoby zginęły w katastrofie samolotu Douglas DC-7 pod Nowym Jorkiem.
- 1967 – Dokonano oblotu szwedzkiego samolotu myśliwsko-szturmowego Saab JA-37 Viggen.
- 1968 – Założono Park Narodowy Komoé na Wybrzeżu Kości Słoniowej.
- 1969:
  - Premiera samochodu osobowego Subaru R-2.
  - W Meksyku spadł meteoryt Allende.
- 1971:
  - Na giełdzie w Nowym Jorku został uruchomiony NASDAQ – pierwszy na świecie elektroniczny system obrotu papierami wartościowymi.
  - Wojna wietnamska: wojska południwowowietnamskie przekroczyły granicę laotańską w celu przerwania Szlaku Ho Chi Minha (operacja „Lam Son 719”).
- 1974:
  - Na Ziemię powróciła ostatnia załoga amerykańskiej stacji kosmicznej Skylab.
  - W Górnej Wolcie (obecnie Burkina Faso) doszło do wojskowego zamachu stanu pod wodzą gen. Sangoulé Lamizany.
- 1976 – Premiera filmu Taksówkarz w reżyserii Martina Scorsese.
- 1979:
  - 18 osób zginęło koło brazylijskiego miasta Agudos w katastrofie należącego do linii TAM samolotu Embraer 110.
  - Denis Sassou-Nguesso został po raz pierwszy prezydentem Konga.
  - Portugalia i Chiny nawiązały stosunki dyplomatyczne.
- 1980 – Gunnar Thoroddsen został premierem Islandii.
- 1981 – Po zakończonym meczu ligowym na stadionie Olympiakosu Pireus w Grecji, z powodu zablokowania obrotowych drzwi wyjściowych, zostało stratowanych na śmierć 21 osób, a 55 odniosło obrażenia.
- 1984 – Rozpoczęły się XIV Zimowe Igrzyska Olimpijskie w Sarajewie.
- 1985 – Na Morzu Północnym zatonął polski drobnicowiec „Busko Zdrój”. Zginęło 24 marynarzy, uratowano jednego.
- 1989 – Boeing 707-331B linii Independent Air, lecący z włoskiego Bergamo do Punta Cana na Dominikanie, rozbił się podczas podchodzenia do międzylądowania na należącej do portugalskiego archipelagu Azorów wyspie Santa Maria, w wyniku czego zginęły wszystkie 144 osoby na pokładzie.
- 1992 – Rozpoczęły się XVI Zimowe Igrzyska Olimpijskie we francuskim Albertville.
- 1993:
  - Czechy i Słowacja wprowadziły własne waluty w miejsce korony czechosłowackiej.
  - W wyniku zderzenia nad Teheranem samolotu pasażerskiego Tu-154M z bombowcem Su-24 zginęły 133 osoby.
- 1997 – 20-osobowa polska załoga zginęła w wyniku zatonięcia greckiego statku „Leros Strength” u wybrzeży Norwegii.
- 2002 – Rozpoczęły się XIX Zimowe Igrzyska Olimpijskie w amerykańskim Salt Lake City.
- 2005:
  - Karolos Papulias został wybrany przez parlament na urząd prezydenta Grecji.
  - W Azerbejdżanie został utworzony Apszeroński Park Narodowy.
- 2008 – Donald Tusk jako pierwszy polski premier od grudnia 2001 roku złożył oficjalną wizytę w Moskwie.
- 2010:
  - Lawiny schodzące w okolicach przełęczy Salang w Hindukuszu w Afganistanie spowodowały śmierć co najmniej 172 osób.
  - Rozpoczęła się misja STS-130 wahadłowca Endeavour.
- 2014 – Na Antarktydzie rozpoczęła działalność chińska stacja polarna Taishan.
- 2017 – Mohamed Abdullahi Mohamed został prezydentem Somalii.
- 2020 – W mieście Nakhon Ratchasima w Tajlandii starszy sierżant Jakrapanth Thomma otworzył ogień w świątyni buddyjskiej i centrum handlowym, zabijając 30 i raniąc 57 osób. Następnego dnia zamachowiec został zastrzelony przez policję.
- 2021 –  24 pracowników utonęło w nielegalnej fabryce tekstyliów w prywatnym domu w trakcie powodzi w marokańskim Tangerze.
- 2023 – Polsko-białoruski dziennikarz Andrzej Poczobut został skazany przez sąd obwodowy w Grodnie na 8 lat więzienia w kolonii karnej o zaostrzonym rygorze.
- 2024:
  - Inwazja Rosji na Ukrainę: gen. Wałerij Załużny został odwołany z funkcji głównodowodzącego Sił Zbrojnych Ukrainy przez prezydenta Wołodymyra Zełenskiego. Nowym głównodowodzącym został gen. płk Ołeksandr Syrski.
  - Irakli Kobachidze został premierem Gruzji.

## Urodzili się
- 120 – Wettiusz Walens, grecki astrolog (zm. ok. 190)
- 412 – Proklos, grecki filozof (zm. 485)
- 1191 – Jarosław II, wielki książę kijowski i włodzimierski (zm. 1246)
- 1284 – Edward Szczodry, hrabia Sabaudii (zm. 1329)
- 1291 – Alfons IV, król Portugalii (zm. 1357)
- 1405 – Konstantyn XI Paleolog, ostatni cesarz bizantyński (zm. 1453)
- 1424 – Cristoforo Landino, włoski humanista, filozof, pisarz (zm. 1498)
- 1487 – Ulryk, książę Wirtembergii (zm. 1550)
- 1547 – Girolamo Mattei, włoski kardynał (zm. 1603)
- 1552 – Agrippa d’Aubigné, francuski poeta (zm. 1630)
- 1577 – Robert Burton, angielski humanista, pisarz (zm. 1640)
- 1591 – Giovanni Francesco Barbieri, włoski malarz, rysownik, freskant, teoretyk sztuki (zm. 1666)
- 1612 – Samuel Butler, angielski poeta, satyryk (zm. 1680)
- 1630 – Pierre-Daniel Huet, francuski duchowny katolicki, biskup Soissons, pisarz, filozof (zm. 1721)
- 1668 – Jan Six II, holenderski kupiec, polityk (zm. 1750)
- 1677 – Jacques Cassini, francuski astronom pochodzenia włoskiego (zm. 1756)
- 1678 – Edward Wortley Montagu, brytyjski dyplomata (zm. 1761)
- 1688 – Emanuel Swedenborg, szwedzki naukowiec, filozof, mistyk, angelolog, interpretator Pisma Świętego (zm. 1772)
- 1700 – Daniel Bernoulli, szwajcarski matematyk, fizyk (zm. 1782)
- 1706 – Luis de Córdova y Córdova, hiszpański admirał (zm. 1796)
- 1708 – Václav Jan Kopřiva, czeski kompozytor, organista (zm. 1789)
- 1715:
  - Pasquale Cafaro, włoski kompozytor (zm. 1787)
  - Urbano Paracciani Rutili, włoski duchowny katolicki, arcybiskup Fermo, kardynał (zm. 1777)
- 1718 – Joseph-Marie Amiot, francuski jezuita, misjonarz, uczony (zm. 1793)
- 1720 – Sakuramachi, cesarz Japonii (zm. 1750)
- 1727 – Ludwik Józef de Mathy, polski duchowny katolicki, biskup pomocniczy poznański (zm. 1802)
- 1741 – André Grétry, francuski kompozytor (zm. 1813)
- 1744 – Karl Theodor von Dalberg, niemiecki duchowny katolicki, arcybiskup Ratyzbony i Moguncji, elektor Rzeszy (zm. 1817)
- 1747 – Józef Mrozowicki, polski pułkownik, polityk, uczestnik konfederacji barskiej (zm. 1828)
- 1754 – Isaac Tichenor, amerykański prawnik, polityk, senator (zm. 1838)
- 1762 – Gia Long, cesarz Wietnamu (zm. 1820)
- 1765 – Joseph Leopold Eybler, austriacki kompozytor (zm. 1846)
- 1775 – Antonio Bertoloni, włoski botanik (zm. 1869)
- 1777 – Bernard Courtois, francuski chemik, przemysłowiec (zm. 1838)
- 1778 – Walenty Litwiński, polski prawnik (zm. 1823)
- 1781:
  - (lub 6 lutego) George Dawe, brytyjski malarz portrecista (zm. 1829)
  - Wilhelmina, księżna żagańska (zm. 1839)
- 1787 – Jan Zygmunt Skrzynecki, polski generał, wódz naczelny powstania listopadowego (zm. 1860)
- 1790 – Thomas Spring Rice, brytyjski arystokrata, polityk (zm. 1866)
- 1792 – Karolina Augusta Wittelsbach, księżniczka bawarska, cesarzowa Austrii (zm. 1873)
- 1793 – Michaił Gorczakow, rosyjski książę, generał, namiestnik Królestwa Polskiego (zm. 1861)
- 1794 – Friedlieb Ferdinand Runge, niemiecki chemik analityk (zm. 1867)
- 1795 – Pierre-Jean Beckx, belgijski jezuita, generał zakonu (zm. 1887)
- 1798 – Michał Pawłowicz Romanow, wielki książę Rosji (zm. 1849)
- 1801 – Theodor Erdmann Kalide, niemiecki rzeźbiarz (zm. 1863)
- 1802 – Stefan Cuenot, francuski misjonarz, biskup, męczennik, święty (zm. 1861)
- 1804:
  - Jean-François Cail, francuski przedsiębiorca, inżynier, konstruktor (zm. 1871)
  - Martin Kalbfleisch, amerykański polityk pochodzenia holenderskiego (zm. 1873)
- 1805 – Louis Auguste Blanqui, francuski socjalista, rewolucjonista (zm. 1881)
- 1807 – Luigi Calori, włoski anatom, wykładowca akademicki (zm. 1896)
- 1808 – Juliusz Gruszewski, polski kapitan jazdy, uczestnik powstania listopadowego (zm. 1865)
- 1809 – Benedetto Musolino, włoski wojskowy, polityk (zm. 1885)
- 1810:
  - Norbert Burgmüller, niemiecki kompozytor (zm. 1836)
  - Jan Chrucki, polsko-białoruski malarz, portrecista (zm. 1885)
  - Eliphas Lévi, francuski pisarz, okultysta (zm. 1875)
- 1811 – Edwin D. Morgan, amerykański polityk, senator (zm. 1883)
- 1812 – Agenor Romuald Gołuchowski, polski hrabia, polityk austro-węgierski (zm. 1875)
- 1813 – Samo Tomášik, słowacki pastor, poeta, prozaik (zm. 1887)
- 1814 – Carl Paul Caspari, norweski teolog luterański pochodzenia żydowskiego (zm. 1892)
- 1816 – Heinrich Kaan, austriacki lekarz uzdrowiskowy, położnik, homeopata, radca cesarski (zm. 1893)
- 1817 – Richard Ewell, amerykański generał konfederacki (zm. 1872)
- 1819:
  - John Ruskin, brytyjski prozaik, poeta (zm. 1900)
  - Karolina Sayn-Wittgenstein, polska szlachcianka (zm. 1887)
- 1820 – William Sherman, amerykański generał (zm. 1891)
- 1822:
  - Maxime Du Camp, francuski pisarz, fotograf (zm. 1894)
  - Sebastiano Galeati, włoski duchowny katolicki, arcybiskup Rawenny, kardynał (zm. 1901)
- 1823 – Jan Walenty Kręcki, polski duchowny katolicki, uczestnik powstania wielkopolskiego (zm. 1894)
- 1825:
  - Henry Walter Bates, brytyjski przyrodnik, podróżnik (zm. 1892)
  - Henri Jules Giffard, francuski inżynier, pionier lotnictwa, konstruktor sterowców (zm. 1882)
- 1828:
  - Antonio Cagnoni, włoski kompozytor (zm. 1896)
  - Antonio Cánovas del Castillo, hiszpański polityk, premier Hiszpanii (zm. 1897)
  - Jules Verne, francuski pisarz science fiction (zm. 1905)
- 1830 – Abdülaziz, sułtan Imperium Osmańskiego (zm. 1876)
- 1833 – Jan Nieszkowski, polski przyrodnik, paleontolog, lekarz, uczestnik powstania styczniowego (zm. 1866)
- 1834 – Dmitrij Mendelejew, rosyjski chemik, wykładowca akademicki (zm. 1907)
- 1838 – Józef Narzymski, polski ziemianin, prozaik, dramaturg, publicysta, członek Rządu Narodowego w powstaniu styczniowym (zm. 1872)
- 1845 – Anton Weichselbaum, austriacki patolog, bakteriolog (zm. 1920)
- 1849 – Aristide Cavallari, włoski duchowny katolicki, patriarcha Wenecji, kardynał (zm. 1914)
- 1850 – Kate Chopin, amerykańska pisarka (zm. 1904)
- 1852 – Julius Neubronner, niemiecki aptekarz, wynalazca, pionier fotografii i kinematografii (zm. 1932)
- 1853 – Robert Trompowski, brazylijski dowódca wojskowy, matematyk, fizyk pochodzenia polskiego (zm. 1926)
- 1856 – Paul Nadar, francuski fotograf, pionier fotoreportażu, fotograf jedwabnego szlaku (zm. 1939)
- 1857 – Jan Zarako-Zarakowski, polski generał dywizji (zm. 1930)
- 1858 – Hermenegild Škorpil, czeski przyrodoznawca, archeolog (zm. 1923)
- 1860 – Wojciech Trąmpczyński, polski prawnik, polityk, marszałek Sejmu i Senatu RP (zm. 1953)
- 1861 – Harry Ward Leonard, amerykański inżynier elektryk, wynalazca (zm. 1915)
- 1862 – Károly Ferenczy, węgierski malarz (zm. 1917)
- 1863 – Heinrich Sachs, niemiecki neurolog (zm. 1928)
- 1866 – Iwan Kyweluk, ukraiński prawnik, polityk (zm. 1922)
- 1868 – Walter Rothschild, brytyjski arystokrata, bankier, zoolog, polityk pochodzenia żydowskiego (zm. 1937)
- 1872 – Franciszek Glugla, polski kupiec (zm. 1940)
- 1876:
  - Jan August Kisielewski, polski dramatopisarz, teatrolog, krytyk teatralny (zm. 1918)
  - Paula Modersohn-Becker, niemiecka malarka (zm. 1907)
- 1878 – Martin Buber, żydowski filozof religii (zm. 1965)
- 1879:
  - Mizzi Günther, austriacka śpiewaczka operowa (sopran) (zm. 1961)
  - Albert Taillandier, francuski kolarz torowy (zm. ?)
- 1880 – Franz Marc, niemiecki malarz (zm. 1916)
- 1882 – Thomas Selfridge, amerykański oficer, pierwsza ofiara wypadku lotniczego (zm. 1908)
- 1883 – Joseph Schumpeter, austriacki ekonomista, wykładowca akademicki (zm. 1950)
- 1884 – Wacław Okulicz-Kozaryn, polski zapaśnik (zm. 1974)
- 1886 – Charles Ruggles, amerykański aktor (zm. 1970)
- 1888:
  - Edith Evans, brytyjska aktorka (zm. 1976)
  - Jan Nagórski, polski pilot, inżynier (zm. 1976)
- 1889:
  - Zofia Kernowa, polska pisarka, publicystka, działaczka niepodległościowa (zm. 1971)
  - Siegfried Kracauer, niemiecki krytyk filmowy (zm. 1966)
  - Maksymilian Rosenmann, polski pediatra pochodzenia żydowskiego (zm. 1960)
- 1890 – Claro Recto, filipiński prawnik, pisarz, polityk (zm. 1960)
- 1892:
  - Luigi Bartolini, włoski malarz, pisarz (zm. 1963)
  - Janusz Strachocki, polski aktor, reżyser teatralny (zm. 1967)
- 1893 – Ba Maw, birmański prawnik, polityk, premier Birmy (zm. 1977)
- 1894:
  - William Bishop, kanadyjski pilot wojskowy, as myśliwski (zm. 1956)
  - King Vidor, amerykański reżyser filmowy (zm. 1982)
- 1895:
  - Jan Olaf Chmielewski, polski architekt, urbanista, wykładowca akademicki (zm. 1974)
  - Chorlogijn Czojbalsan, mongolski dowódca wojskowy, polityk komunistyczny, przywódca kraju (zm. 1952)
  - Heikki Hirvonen, fiński biathlonista (zm. 1973)
- 1896 – Hans Niekrawietz, niemiecki pisarz (zm. 1983)
- 1897:
  - Eufrazjusz od Dzieciątka Jezus, hiszpański karmelita, męczennik, błogosławiony (zm. 1934)
  - Zakir Hussain, indyjski polityk, prezydent Indii (zm. 1969)
  - Stanisław Milski, polski aktor (zm. 1972)
- 1898 – Emanuel Morales, meksykański działacz Akcji Katolickiej, męczennik, święty (zm. 1926)
- 1899:
  - Juan Arremón, urugwajski piłkarz (zm. 1979)
  - Jan Kazimierz Dorawski, polski lekarz, rentgenolog, taternik, alpinista (zm. 1975)
  - Lonnie Johnson, amerykański muzyk bluesowy (zm. 1970)
  - Bo Lindman, szwedzki pięcioboista nowoczesny (zm. 1992)
- 1900:
  - Paweł Chrószcz, polski działacz sportowy (zm. 1983)
  - Iwan Iwanow-Wano, radziecki scenarzysta, animator i reżyser filmów animowanych (zm. 1987)
  - Lonnie Johnson, amerykański gitarzysta bluesowy (zm. 1970)
- 1901 – Janina Kurkowska-Spychajowa, polska łuczniczka (zm. 1979)
- 1902:
  - Jan Elfring, holenderski piłkarz (zm. 1977)
  - Hans Nägle, niemiecki bobsleista (zm. ?)
  - Zofia Solarzowa, polska działaczka ruchu ludowego (zm. 1988)
- 1903:
  - Gladys Carson, brytyjska pływaczka (zm. 1987)
  - Roman Grzanka, polski kapitan obserwator pilot (zm. 1943)
  - Tunku Abdul Rahman, malezyjski prawnik, polityk, premier Malezji (zm. 1990)
- 1904:
  - Igor Bełza, rosyjski muzykolog i kompozytor (zm. 1994)
  - Jan Safarewicz, polski językoznawca, wykładowca akademicki (zm. 1992)
  - Hendrik Timmer, holenderski tenisista (zm. 1998)
- 1905:
  - Augustyn Pająk, polski nauczyciel, działacz społeczny (zm. 1941)[3]
  - Preguinho, brazylijski piłkarz (zm. 1979)
  - Czesław Rzepiński, polski malarz, pedagog (zm. 1995)
- 1906:
  - Franz Andrysek, austriacki sztangista (zm. 1981)
  - Chester Carlson, amerykański fizyk, wynalazca (zm. 1968)
  - Gisela Gresser, amerykańska szachistka pochodzenia żydowskiego (zm. 2000)
  - Richard Hofmann, niemiecki piłkarz (zm. 1983)
  - Leokadia Matuszewska, polska nazaretanka, męczennica, błogosławiona (zm. 1943)
- 1907:
  - Béla Bay, węgierski florecista (zm. 1999)
  - Wiera Czajkowska, polska wszechstronna lekkoatletka (zm. 1968)
- 1908 – Franciszek Cieplik, polski kapitan piechoty, żołnierz AK, cichociemny (zm. 1944)
- 1909:
  - Kató Lomb, węgierska poliglotka, tłumaczka (zm. 2003)
  - Lucjan Szczepański, polski podporucznik (zm. 1940)
  - Ferenc Tóth, węgierski zapaśnik (zm. 1981)
- 1910:
  - Comte George Raphaël Béthenod de Montbressieux, francusko-argentyński kierowca wyścigowy (zm. 1994)
  - Zygfryd Czerniak, polski kompozytor, pianista, pedagog (zm. 2005)
  - János Gyarmati, węgierski piłkarz, trener (zm. 1974)
- 1911:
  - Lelia Abramo, brazylijska aktorka (zm. 2004)
  - Elizabeth Bishop, amerykańska poetka, pisarka, tłumaczka (zm. 1979)
  - Zygmunt Zeydler-Zborowski, polski pisarz (zm. 2000)
- 1912:
  - Gyula Polgár, węgierski piłkarz, trener (zm. 1992)
  - Frode Sørensen, duński kolarz szosowy (zm. 1980)
  - Richard William Southern, brytyjski historyk mediewista, wykładowca akademicki (zm. 2001)
- 1913:
  - Leon Dąbrowiecki, polski kolarz szosowy i torowy (zm. 1977)
  - Betty Field, amerykańska aktorka (zm. 1973)
  - Tadeusz Pezała, polski nauczyciel, działacz oświatowy i harcerski (zm. 1942)
- 1914:
  - Jules van Ackere, flamandzki eseista, muzykolog, filolog-italianista (zm. 2008)
  - Jyoti Basu, indyjski polityk komunistyczny (zm. 2010)
  - Bill Finger, amerykański scenarzysta komiksowy (zm. 1974)
  - Agnes Muthspiel, austriacka malarka (zm. 1965)
  - Witold Szeremeta, polski dziennikarz i działacz sportowy (zm. 1982)
- 1915:
  - Georges Guétary, francuski pieśniarz, aktor (zm. 1997)
  - Takeshi Kamo, japoński piłkarz (zm. 2004)
  - Walter Matt, amerykański dziennikarz, publicysta, wydawca prasy katolickiej pochodzenia niemieckiego (zm. 2002)
  - Anna Wierzbicka, radziecka agronom (zm. 2000)
- 1916:
  - Hans-Hugo Hartmann, niemiecki kierowca wyścigowy (zm. 1991)
  - Roman Łyczywek, polski adwokat (zm. 1994)
- 1917 – Richard Breyer, niemiecki historyk, wykładowca akademicki (zm. 1999)
- 1918:
  - Charles Birch, australijski zoolog, ekolog (zm. 2009)
  - Mario Valota, szwajcarski szpadzista (zm. 2000)
- 1919:
  - Peter Berglar, niemiecki lekarz, historyk (zm. 1989)
  - Mimi Malenšek, słoweńska autorka literatury młodzieżowej, tłumaczka (zm. 2012)
  - Zdzisław Starostecki, polski generał brygady, inżynier (zm. 2010)
  - Anna Zawadzka, polska instruktorka harcerska, anglistka, nauczycielka, autorka podręczników (zm. 2004)
- 1920:
  - Bengt Ekerot, szwedzki aktor, reżyser filmowy (zm. 1971)
  - Sverre Farstad, norweski łyżwiarz szybki (zm. 1978)
  - Edward Szpitel, polski generał brygady (zm. 2002)
- 1921:
  - Hans Albert, niemiecki filozof, socjolog, wykładowca akademicki (zm. 2023)
  - Nexhmije Hoxha, albańska dziennikarka, pedagog, polityk komunistyczna, pierwsza dama (zm. 2020)
  - John C. Pierrakos, amerykański psychiatra, psychoterapeuta pochodzenia greckiego (zm. 2001)
  - Lana Turner, amerykańska aktorka (zm. 1995)
- 1922:
  - Jurij Awerbach, rosyjski szachista (zm. 2022)
  - Tadeusz Gajcy, polski poeta, żołnierz AK, uczestnik powstania warszawskiego (zm. 1944)
  - Anna Jungowska-Jarosz, polska specjalistka radiodiagnostyki, profesor nauk medycznych (zm. 2016)
  - Ignazio Mancini, włoski franciszkanin, Kustosz Ziemi Świętej (zm. 2016)
  - Audrey Meadows, amerykańska aktorka (zm. 1996)
  - Cliff Young, australijski farmer, ultramaratończyk (zm. 2003)
- 1923:
  - Zbigniew Bochenek, polski otolaryngolog (zm. 1977)
  - Choi Yung-keun, południowokoreański piłkarz (zm. 1994)
  - Urpo Korhonen, fiński biegacz narciarski (zm. 2009)
- 1924:
  - Charles Coste, francuski kolarz szosowy i torowy
  - Khamtai Siphandon, laotański generał, polityk, prezydent Laosu (zm. 2025)
  - Wu Chengzhang, chiński koszykarz
- 1925:
  - Oldřich Lajsek, czeski malarz, projektant, grafik, pedagog (zm. 2001)
  - Jack Lemmon, amerykański aktor, muzyk (zm. 2001)
  - Jurij Sklarow, radziecki polityk (zm. 2013)
- 1926:
  - Neal Cassady, amerykański poeta (zm. 1968)
  - Guillermo Morón, wenezuelski historyk, pisarz (zm. 2021)
  - Jan Piepka, polski poeta, dramaturg, prozaik (zm. 2001)
  - Derek Pugh, brytyjski lekkoatleta, sprinter (zm. 2008)
  - Sonja Ziemann, niemiecka aktorka, piosenkarka, tancerka (zm. 2020)
- 1927 – Zdzisław Wroniak, polski historyk, wykładowca akademicki (zm. 2021)
- 1928:
  - Wiktor Butakow, rosyjski biathlonista (zm. 1997)
  - Władimir Marganija, gruziński piłkarz, bramkarz (zm. 1958)
  - Wiaczesław Tichonow, rosyjski aktor (zm. 2009)
- 1929:
  - Roger Byrne, angielski piłkarz (zm. 1958)
  - Karl Koller, austriacki piłkarz (zm. 2009)
  - Stanisław Jan Majewski, polski działacz kombatancki, uczestnik powstania warszawskiego (zm. 2023)
  - Christian Marin, francuski aktor (zm. 2012)
  - Claude Rich, francuski aktor (zm. 2017)
- 1930:
  - Catherine Hardy, amerykańska lekkoatletka, sprinterka (zm. 2017)
  - Barbara Hesse-Bukowska, polska pianistka, pedagog (zm. 2013)
  - Pavel Kantorek, czeski lekkoatleta, długodystansowiec, maratończyk (zm. 2023)
  - Alejandro Rey, argentyńsko-amerykański aktor (zm. 1987)
- 1931:
  - Bohdan Butenko, polski rysownik, ilustrator, grafik, autor komiksów oraz książek (zm. 2019)
  - James Dean, amerykański aktor (zm. 1955)
  - Władysław Jacher, polski socjolog (zm. 2009)
  - Tadeusz Woźniakowski, polski piosenkarz, śpiewak operetkowy, muzyk, kompozytor, aktor
- 1932:
  - Cliff Allison, brytyjski kierowca wyścigowy (zm. 2005)
  - Raymond Boland, amerykański duchowny katolicki, biskup Kansas City-Saint Joseph (zm. 2014)
  - Horst Eckel, niemiecki piłkarz (zm. 2021)
  - Błagowest Sendow, bułgarski matematyk, polityk (zm. 2020)
  - Angelo Vanzin, włoski wioślarz (zm. 2018)
  - John Williams, amerykański kompozytor, dyrygent, pianista
  - Stanisław Żak, polski literaturoznawca, polityk, senator RP
- 1933:
  - Don Burgess, brytyjski kolarz torowy
  - Edward Grzywa, polski chemik, polityk (zm. 2014)
  - Hiroki Kōsai, japoński astronom
  - Olgierd Palacz, polski okulista (zm. 2022)
  - Uno Palu, estoński lekkoatleta, wieloboista (zm. 2024)
- 1934:
  - Galina Bystrowa, radziecka lekkoatletka, wieloboistka (zm. 1999)
  - Jan Hause, polski duchowny luterański, pierwszy naczelny kapelan Ewangelickiego Duszpasterstwa Wojskowego (zm. 2009)
- 1935:
  - Iwan Bielajew, radziecki lekkoatleta, długodystansowiec
  - Marian Dobija, polski lekkoatleta, długodystansowiec (zm. 2020)
  - Romuald Karaś, polski dziennikarz, reportażysta, publicysta, dramaturg, autor słuchowisk radiowych, scenarzysta filmowy i telewizyjny
  - Tadeusz Kuta, polski dziennikarz, publicysta, pisarz (zm. 1983)
  - Bernice Morgan, kanadyjska pisarka
  - Jan Wieczorek, polski duchowny katolicki, biskup pomocniczy opolski, biskup gliwicki (zm. 2023)
- 1936:
  - Irena Gabor-Jatczak, polska dyplomatka
  - Maria Hrabowska, polska patomorfolog, immunolog (zm. 2008)
- 1937:
  - Aivars Gipslis, łotewski szachista, trener i dziennikarz szachowy (zm. 2000)
  - Michał Kowalczyk, polski polityk, poseł na Sejm RP
  - Bronisław Łagowski, polski filozof, historyk idei, eseista, publicysta
  - Jerzy Ogórczyk, polski hokeista (zm. 2012)
  - Harry Wu, chiński dysydent, działacz na rzecz obrony praw człowieka (zm. 2016)
- 1938:
  - Janusz Dąbrowski, polski tancerz, choreograf (zm. 2012)
  - Melvyn Goldstein, amerykański antropolog społeczny
  - Szymon Rudnicki, polski historyk, wykładowca akademicki
- 1939:
  - Ryszard Niewodowski, polski koszykarz (zm. 2023)
  - Stefan Nowak, polski rolnik, polityk, poseł na Sejm RP (zm. 2025)
  - Krystyna Wacławska, polska pedagog, działaczka społeczna (zm. 2009)
  - Egon Zimmermann, austriacki narciarz alpejski (zm. 2019)
- 1940:
  - Averil Cameron, brytyjska historyk, bizantynolog, wykładowczyni akademicka
  - Lech Krzyżaniak, polski archeolog, muzealnik (zm. 2004)
  - Richard Lindzen, amerykański fizyk atmosfery
  - Maurizio Merli, włoski aktor (zm. 1989)
  - Bohdan Paczyński, polski astronom, astrofizyk (zm. 2007)
- 1941:
  - Jan Jargiełło, polski koszykarz, trener (zm. 2023)
  - Nick Nolte, amerykański aktor
  - Tom Rush, amerykański piosenkarz, gitarzysta i kompozytor folkowy
- 1942:
  - Jean Gol, belgijski i waloński prawnik, polityk (zm. 1995)
  - Robert Klein, amerykański aktor, komik
  - Pietro Marchesani, włoski polonista, tłumacz (zm. 2011)
  - Józef Medyk, polski prawnik, sędzia Sądu Najwyższego (zm. 2012)
  - Domenico Angelo Scotti, włoski duchowny katolicki, biskup Trivento
  - Andrzej Zakrzewski, polski historyk, profesor nauk humanistycznych, wykładowca akademicki (zm. 2025)
- 1943:
  - Helmut Kohl, austriacki sędzia piłkarski (zm. 1991)
  - Willy Roy, amerykański piłkarz, trener pochodzenia niemieckiego
  - Julius Veselka, litewski ekonomista, polityk (zm. 2012)
- 1944:
  - Anna Górna, polska reżyserka i scenarzystka filmowa (zm. 2021)
  - Michał Grudziński, polski aktor
  - Roger Lloyd-Pack, brytyjski aktor (zm. 2014)
  - Jaume Pujol Balcells, hiszpański duchowny katolicki, arcybiskup Tarragony
  - Sebastião Salgado, brazylijski fotograf, laureat Nagrody im. Ericha Salomona (zm. 2025)
  - Bohuslav Svoboda, czeski lekarz, samorządowiec, burmistrz burmistrz Pragi
  - Jiří Zídek, czeski koszykarz (zm. 2022)
- 1945:
  - Emiliano Antonio Cisneros Martínez, hiszpański duchowny katolicki, biskup Chachapoyas w Peru
  - Kinza Clodumar, naurański polityk, prezydent Nauru
  - Erich Rutemöller, niemiecki piłkarz, trener
  - Ewa Złotowska, polska aktorka
- 1946:
  - Carol Corbu, rumuński lekkoatleta, trójskoczek
  - Bogdan Derwich, polski inżynier, polityk, poseł na Sejm RP (zm. 2024)
  - Roman Gerczak, polski piosenkarz
  - Józef Musielok, polski fizyk, wykładowca akademicki
  - Jan Ryś, polski samorządowiec, polityk, wojewoda sieradzki, starosta pajęczański
- 1947:
  - Jean-Antoine Giansily, francuski ekonomista, polityk
  - Ronald Allen Harris, amerykański bokser (zm. 1980)
  - Zbigniew Lesień, polski aktor, reżyser teatralny
- 1948:
  - Jan Góra, polski dominikanin, teolog, duszpasterz akademicki (zm. 2015)
  - Dan Seals, amerykański piosenkarz, gitarzysta, saksofonista (zm. 2009)
  - Jan Such, polski siatkarz, trener
- 1949:
  - Brooke Adams, amerykańska aktorka
  - George Cheung, chińsko-amerykański aktor, kaskader, piosenkarz
  - Thierry Saussez, francuski specjalista ds. marketingu politycznego
  - Jan Sergiusz Gajek, polski prezbiter katolicki, zwierzchnik Kościoła katolickiego obrządku bizantyjsko-białoruskiego, wizytator apostolski Kościołów greckokatolickich na Białorusi
  - Stefan Żagiel, polski inżynier chemik, dziennikarz, publicysta, literat (zm. 2023)
- 1950:
  - Marek Grabowski, polski lekarz, polityk, wiceminister zdrowia (zm. 2022)
  - Eirik Hundvin, norweski producent muzyczny, inżynier dźwięku
  - Callistus Rubaramira, ugandyjski duchowny katolicki, biskup Kabale
  - Jakub Wolski, polski urzędnik państwowy, dyplomata
- 1951:
  - Rosario Crocetta, włoski samorządowiec, polityk
  - Eduardo De Crescenzo, włoski piosenkarz
  - Ryszard Herbut, polski prawnik, politolog, nauczyciel akademicki (zm. 2024)
  - Tacciana Proćka, białoruska działaczka społeczna, obrończyni praw człowieka
  - Laurie Sivell, angielski piłkarz, bramkarz
  - Kazimierz Zawada, polski prawnik, wykładowca akademicki, sędzia Sądu Najwyższego
- 1952:
  - Marinho Chagas, brazylijski piłkarz (zm. 2014)
  - Mustapha Dahleb, algierski piłkarz
  - Antoni Tyczka, polski związkowiec, polityk, poseł Sejm RP
- 1953:
  - Alina Jackiewicz-Kaczmarek, polska malarka, rysowniczka, graficzka, wykładowczyni akademicka
  - Albert Jan Maat, holenderski działacz organizacji rolniczych, samorządowiec, polityk, eurodeputowany
  - Andrzej Matejuk, polski oficer Policji, komendant główny
  - Adam Sandurski, polski zapaśnik
  - Mary Steenburgen, amerykańska aktorka
- 1954:
  - François Bellot, belgijski samorządowiec, polityk
  - Roger van Boxtel, holenderski polityk
  - Grażyna Dobroń-Nowakowska, polska dziennikarka radiowa
  - Halina Gordon-Półtorak, polska łyżwiarka figurowa, działaczka sportowa, komentatorka telewizyjna
- 1955:
  - Janusz Cisek, polski historyk, polityk (zm. 2020)
  - John Grisham, amerykański pisarz
  - Svein Grøndalen, norweski piłkarz
  - Jim Neidhart, amerykański wrestler (zm. 2018)
  - Ethan Phillips, amerykański aktor, dramaturg
  - Péter Székely, węgierski szachista (zm. 2003)
  - Tadeusz Wojtas, polski kolarz szosowy
- 1956:
  - Marques Johnson, amerykański koszykarz
  - Nadieżda Kibardina, rosyjska kolarka torowa i szosowa
  - Steve Kindler, amerykański skrzypek, kompozytor
  - Aston Moore, brytyjski lekkoatleta, trójskoczek pochodzenia jamajskiego
- 1958:
  - Siergiej Akimow, rosyjski hokeista, trener
  - Stanisław Domarski, polski saksofonista i flecista jazzowy
  - Eugen Jurzyca, słowacki ekonomista, polityk, eurodeputowany
  - Sherri Martel, amerykańska wrestlerka, menedżerka (zm. 2007)
  - Laurent Mosar, luksemburski prawnik, polityk
  - Hermann Panzo, francuski lekkoatleta, sprinter (zm. 1999)
  - Janina Wawrzak, polska lekkoatletka, wieloboistka
- 1959:
  - Henry Czerny, kanadyjski aktor pochodzenia polskiego
  - Ricardo Gallego, hiszpański piłkarz
  - Andrew Hoy, australijski jeździec sportowy
  - Mauricio Macri, argentyński polityk, prezydent Argentyny
  - Claudio Maniago, włoski duchowny katolicki, biskup Castellanety
  - Kevin Robertson, amerykański piłkarz wodny
  - Arkadiusz Sann, polski poeta, prozaik (zm. 2016)
- 1960:
  - Benigno Aquino III, filipiński polityk, prezydent Filipin (zm. 2021)
  - Habib Al-Naufali, iracki duchowny chaldejski, arcybiskup Basry
  - Aleksandr Garmaszow, rosyjski piłkarz, trener
  - Alfred Gusenbauer, austriacki polityk, kanclerz Austrii
  - Stu Hamm, amerykański basista, kompozytor, producent muzyczny
- 1961:
  - Ralf Åkesson, szwedzki szachista
  - Eduard Eranosjan, bułgarski piłkarz, trener pochodzenia ormiańskiego
  - Jerzy Leszczyński, polski samorządowiec, marszałek województwa podlaskiego
  - Vince Neil, amerykański muzyk, wokalista członek zespołu Mötley Crüe
- 1962:
  - Israił Arsamakow, rosyjski sztangista
  - Åke Norman, szwedzki skoczek narciarski, trener
  - Márcio Pereira Monteiro, brazylijski piłkarz, bramkarz
- 1963:
  - Lázaro Balcindes, kubański lekkoatleta, trójskoczek
  - Gus Bilirakis, amerykański polityk
  - Jóhann Hjartarson, islandzki szachista
  - Joshua Kadison, amerykański piosenkarz, kompozytor, pisarz
  - Marta Klubowicz, polska aktorka
  - Arkadiusz Nader, polski aktor
- 1964:
  - Nicola Farron, włoski aktor
  - Afszin Ghotbi, irański trener piłkarski
  - Kelvin Tatum, brytyjski żużlowiec
  - Trinny Woodall, brytyjska dziennikarka, prezenterka telewizyjna, stylistka, pisarka
- 1965:
  - Mathilda May, francuska aktorka
  - Miguel Pardeza, hiszpański piłkarz
  - Johan Wallner, szwedzki narciarz alpejski
- 1966:
  - Jan Karlsson, szwedzki kolarz szosowy
  - Bruno Labbadia, niemiecki piłkarz, trener
  - Gilles Mirallès, francuski szachista (zm. 2022)
  - Christo Stoiczkow, bułgarski piłkarz, trener
- 1967:
  - Michael Ansley, amerykański koszykarz
  - Yvon Corriveau, kanadyjski hokeista
  - Brett Hoffmann, amerykański wokalista, autor tekstów, członek zespołu Malevolent Creation (zm. 2018)
  - Rytis Martikonis, litewski dyplomata, polityk
  - Lorenzo Minotti, włoski piłkarz
  - Florin Niculescu, rumuński skrzypek pochodzenia romskiego
  - Silvio Vella, maltański piłkarz, trener
- 1968:
  - Dana Castañeda, panamska polityczka
  - Gary Coleman, amerykański aktor (zm. 2010)
  - Piotr Zdunek, polski hokeista
- 1969:
  - Hugo Brizuela, paragwajski piłkarz
  - Pauly Fuemana, nowozelandzki piosenkarz, autor tekstów, muzyk (zm. 2010)
- 1970:
  - Jurij Bereza, ukraiński dowódca wojskowy, polityk
  - John Filan, australijski piłkarz, bramkarz
  - Aleksandr Gorszkow, rosyjski piłkarz, trener pochodzenia ukraińskiego
  - Roman Knižka, niemiecki aktor pochodzenia słowackiego
  - Iván Kovács, węgierski szpadzista
  - Dorota Kwaśniewska, polska nauczycielka, polityk, poseł na Sejm RP
  - Alonzo Mourning, amerykański koszykarz
  - Anne-Laurence Petel, francuska polityk
  - Michał Rogalski, polski aktor, reżyser, scenarzysta, montażysta i operator filmowy
- 1971:
  - Steinar Hoen, norweski lekkoatleta, skoczek wzwyż
  - Aninos Markulidis, cypryjski lekkoatleta, sprinter
  - Susan Misner, amerykańska aktorka
  - Dmitrij Nielubin, rosyjski kolarz szosowy i torowy (zm. 2005)
  - Laurence Stassen, holenderska dziennikarka, polityk, eurodeputowana
  - Andrus Veerpalu, estoński biegacz narciarski
- 1972:
  - Adam F, brytyjski muzyk drumandbassowy
  - Big Show, amerykański aktor, wrestler
  - Joanna Cupryś, polska koszykarka
  - Monika Falej, polska działaczka społeczna, prawnik, polityk, poseł na Sejm RP
  - Roberto García, meksykański duchowny katolicki, biskup Ciudad Valles
  - Piotr Gładki, polski lekkoatleta, maratończyk (zm. 2005)
  - Project Pat, amerykański raper
  - Joanna Scheuring-Wielgus, polska działaczka społeczna i samorządowa, menedżer kultury, polityk, poseł na Sejm RP
  - Dave Suzuki, amerykański muzyk, kompozytor, autor tekstów, producent muzyczny, członek zespołów: Deicide, Sin od Angels, Vital Remains i Churchbum pochodzenia japońskiego
- 1973:
  - ADL, szwedzki raper
  - Peter V. Brett, amerykański pisarz fantasy
  - Christian Lis, polski ekonomista, wykładowca akademicki
  - Elżbieta Pejko, polska aktorka
  - Paco Plaza, hiszpański reżyser, scenarzysta i producent filmowy
  - Paulina Smaszcz, polska dziennikarka i prezenterka telewizyjna
  - Vladimir Shmakov, uzbecki judoka
- 1974:
  - Ulises de la Cruz, ekwadorski piłkarz
  - Robert Grzywna, polski major pilot (zm. 2010)
  - Joshua Morrow, amerykański aktor
  - Kim Murphy, amerykańska aktorka
  - Kimbo Slice, amerykański bokser, zawodnik MMA (zm. 2016)
  - Anna Uryniuk, polska pływaczka
- 1975:
  - Clarence Acuña, chilijski piłkarz
  - Jonah Blechman, amerykański aktor
  - Mariusz Dulęba, polski hokeista, trener
  - Vincent Le Quellec, francuski kolarz torowy
  - Grzegorz Mackiewicz, polski samorządowiec, prezydent Pabianic
  - Maciej Zegan, polski bokser
- 1976:
  - Olimpia Bartosik-Wiśniewska, polska szachistka
  - Capone, amerykański raper
  - Anna Mielikian, rosyjska reżyserka
  - Jorge Francisco Vargas, chilijski piłkarz
  - Jozef Viskupič, słowacki polityk, przewodniczący kraju trnawskiego
  - Nicolas Vouilloz, francuski kierowca rajdowy
- 1977:
  - Dave Farrell, amerykański basista, członek zespołu Linkin Park
  - Radosław Hyży, polski koszykarz
  - Sverre Andreas Jakobsson, islandzki piłkarz ręczny pochodzenia norweskiego
  - Bridgette Kerkove, amerykańska aktorka pornograficzna
  - Roman Kostomarow, rosyjski łyżwiarz figurowy
  - Anna Sarna, polska aktorka
  - Adam Shields, australijski żużlowiec
  - Mathieu Turcotte, kanadyjski łyżwiarz szybki, specjalista short tracku
  - Mario Voigt, niemiecki polityk, premier Turyngii
- 1978:
  - Kaytee Boyd, nowozelandzka kolarka szosowa i torowa
  - Andriej Jegorczew, rosyjski siatkarz
- 1979:
  - Maciej Bogucki, polski pięcioboista nowoczesny
  - Denisa Chládková, czeska tenisistka
  - Tomasz Kalita, polski polityk (zm. 2017)
  - Aleksiej Miszyn, rosyjski zapaśnik
  - Alexander Muñoz, wenezuelski bokser
- 1980:
  - Taras Bidenko, ukraiński bokser
  - Aleksandr Çertoqanov, azerski piłkarz pochodzenia ukraińskiego
  - Rok Kolander, słoweński wioślarz
  - Todor Kolew, bułgarski piłkarz
  - Maja Simanić, serbska siatkarka
  - Icik Szmuli, izraelski nauczyciel, działacz społeczny, polityk
  - Yang Wei, chiński gimnastyk
- 1981:
  - Emanuele Birarelli, włoski siatkarz
  - Steve Gohouri, iworyjski piłkarz
  - Jim Parrack, amerykański aktor
  - Siemion Połtawski, rosyjski siatkarz pochodzenia ukraińskiego
  - Sebastian Preiß, niemiecki piłkarz ręczny
  - Małgorzata Teodorska, polska aktorka niezawodowa, modelka
  - Aurélie Védy, francuska tenisistka
- 1982:
  - Piotr Banasik, polski pianista
  - Sandra Gini, szwajcarska narciarka alpejska
  - Katrin Leumann, szwajcarska kolarka górska i przełajowa
  - Liam McIntyre, australijski aktor
  - Iryna Merłeni, ukraińska zapaśniczka
  - Szymon Mysłakowski, polski aktor
  - Michal Peškovič, słowacki piłkarz, bramkarz
  - Erik Rhodes, amerykański kulturysta, aktor pornograficzny (zm. 2012)
- 1983:
  - Choi Sung-kuk, południowokoreański piłkarz
  - Atiba Hutchinson, kanadyjski piłkarz
  - Tapiwa Kumbuyani, zimbabwejski piłkarz (zm. 2024)
  - Didier Païs, francuski zapaśnik
  - Iwan Skobriew, rosyjski łyżwiarz szybki
  - Jim Verraros, amerykański aktor, piosenkarz
- 1984:
  - Piotr Apel, polski dziennikarz, polityk, poseł na Sejm RP
  - Sean Bergenheim, kanadyjski hokeista
  - Larry Clarke, amerykański aktor
  - Ana Collado Jiménez, hiszpańska polityk
  - Cwetan Genkow, bułgarski piłkarz
  - Korinna Iszymcewa, kazachska siatkarka
  - Paweł Kaczmarczyk, polski pianista i kompozytor jazzowy
  - Manon Nummerdor-Flier, holenderska siatkarka
  - Smoke DZA, amerykański raper
  - Justyna Wilk, polska siatkarka
- 1985:
  - Habib Jean Baldé, gwinejski piłkarz
  - Agnieszka Brugger, niemiecka polityk
  - Petra Cetkovská, czeska tenisistka
  - Jeremy Davis, amerykański muzyk, członek zespołu Paramore
  - Justyna Dorlet, polska judoczka
  - Soledad Esperón, argentyńska tenisistka
  - Artur Fińkiewicz, białoruski działacz opozycyjny, więzień polityczny
  - Maksim Żaunierczyk, białoruski piłkarz
- 1986:
  - Eldin Adilović, bośniacki piłkarz
  - Natasha Farinea, brazylijska siatkarka
  - Anna Hutchison, nowozelandzka aktorka
  - Sally Peake, brytyjska lekkoatletka, tyczkarka
- 1987:
  - Karolina Bulak, polska łyżwiarka figurowa
  - Javi García, hiszpański piłkarz
  - Anna Hajdukowa, ukraińska wioślarka
  - Omar Henry, amerykański bokser (zm. 2013)
  - Jessica Jerome, amerykańska skoczkini narciarska
  - Carolina Kostner, włoska łyżwiarka figurowa
  - Houda Miled, tunezyjska judoczka
  - Jolanta Zawadzka, polska szachistka
- 1988:
  - Renato Augusto, brazylijski piłkarz
  - Ramin Əzizov, azerski zawodnik taekwondo
  - Arik Braun, niemiecki szachista
  - Giancarlo González, kostarykański piłkarz
  - Tomasz Kowalski, polski judoka
  - David Šain, chorwacki wioślarz
  - Norbert Trandafir, rumuński pływak
- 1989:
  - Bronte Barratt, australijska pływaczka
  - Renata Dąbrowska, polska kolarka torowa
  - Christina Grima, maltańska koszykarka
  - Chai Romruen, australijski aktor pochodzenia tajskiego
  - Brendan Smith, kanadyjski hokeista
  - Courtney Vandersloot, amerykańsko-węgierska koszykarka
  - Małgorzata Vlk, polska siatkarka
  - Andrej Warankou, białoruski piłkarz
- 1990:
  - Luiza Czakańska, polska judoczka
  - Bethany Hamilton, amerykańska surferka
  - Klay Thompson, amerykański koszykarz
- 1991:
  - Genzebe Dibaba, etiopska lekkoatletka, biegaczka długodystansowa
  - Isłam Magomiedow, rosyjski zapaśnik
  - Paula Okrutna, polska siatkarka
  - Maria Pawłowska, polska aktorka
  - Kim Polling, holenderska judoczka
  - Michał Woś, polski polityk, członek zarządu województwa śląskiego, minister-członek Rady Ministrów, poseł na Sejm RP
- 1992:
  - Samanta Fabris, chorwacka siatkarka
  - Carl Jenkinson, angielski piłkarz
  - Bruno Martins Indi, holenderski piłkarz pochodzenia portugalskiego
  - Misaki Matsutomo, japońska badmintonistka
  - Alonzo Russell, bahamski lekkoatleta, sprinter
- 1993:
  - Stefano Beltrame, włoski piłkarz
  - Charlie Edwards, brytyjski bokser
  - Matej Falat, słowacki narciarz alpejski
  - Bartłomiej Grzechnik, polski siatkarz
  - Darko Jevtić, szwajcarski piłkarz pochodzenia serbskiego
  - René Joensen, farerski piłkarz
  - Merissa Quick, amerykańska koszykarka
- 1994:
  - Mateusz Biskup, polski wioślarz
  - Marina Buczelnikowa, rosyjska lekkoatletka, skoczkini w dal
  - Hakan Çalhanoğlu, turecki piłkarz
  - Sonia Lniany, polska judoczka
  - Aghwan Papikian, ormiański piłkarz
  - Nikki Yanofsky, kanadyjska piosenkarka
  - Ángel Zaldívar, meksykański piłkarz
- 1995:
  - Kasper Asgreen, duński kolarz szosowy
  - Gabriel Deck, argentyński koszykarz
  - Mijat Gaćinović, serbski piłkarz
  - Hjörtur Hermannsson, islandzki piłkarz
  - Joshua Kimmich, niemiecki piłkarz
  - Natalia Nykiel, polska piosenkarka, autorka tekstów
  - Jordan Todosey, kanadyjska aktorka
- 1996:
  - Georgia Brescia, włoska tenisistka
  - Kenedy, brazylijski piłkarz
  - Anton Mitrjuszkin, rosyjski piłkarz, bramkarz
  - Lys Mousset, francuski piłkarz
  - Damian Rasak, polski piłkarz
- 1997:
  - Jagoda Maternia, polska siatkarka
  - Kathryn Newton, amerykańska aktorka
  - Grant Riller, amerykański koszykarz
  - Alex Zgardziński, polski żżużlowiec
- 1998:
  - Junelle Bromfield, jamajska lekkoatletka, sprinterka
  - Rui Hachimura, japoński koszykarz
  - Orlando Luz, brazylijski tenisista
  - Karolina Pęk, polska tenisistka stołowa
- 1999:
  - Salah Fakroun, libijski piłkarz
  - Mathias Gidsel, duński piłkarz ręczny
  - Ashley Kratzer, amerykańska tenisistka
  - DiDi Richards, amerykańska koszykarka
  - Kristine Stavås Skistad, norweska biegaczka narciarska
- 2000:
  - Nelson Cabanillas, peruwiański piłkarz
  - Hanna Dawyskiba, białoruska siatkarka
  - Mathilde Gremaud, szwajcarska narciarka dowolna
  - Marash Kumbulla, albański piłkarz
  - Giovanny León, meksykański piłkarz
  - Guzmán Rodríguez, urugwajski piłkarz
- 2001:
  - Szamil Mamiedow, rosyjski zapaśnik pochodzenia dagestańskiego
  - Charles Petro, malawijski piłkarz
- 2002 – Igor Falecki, polski perkusista, wokalista, producent muzyczny
- 2003 – Mika Biereth, duński piłkarz
- 2004 – David Ruíz, honduraski piłkarz

## Zmarli
- 1204 – Aleksy IV Angelos, cesarz bizantyński (ur. ok. 1182)
- 1250 – Robert I d’Artois, hrabia Artois (ur. 1216)
- 1265 – Hulagu-chan, władca mongolski (ur. 1217)
- 1296 – Przemysł II, książę wielkopolski, krakowski i Pomorza Gdańskiego, król Polski (ur. 1257)
- 1314 – Helena, królowa Serbii (ur. ok. 1235)
- 1471 – Izajasz Boner, polski duchowny katolicki, augustianin, Sługa Boży (ur. 1399 lub 1400)
- 1515 – Wilhelm I Starszy, landgraf Dolnej Hesji (ur. 1466)
- 1537 – Hieronim Emiliani, włoski zakonnik, święty (ur. 1486)
- 1587 – Maria I Stuart, królowa Francji i Szkocji (ur. 1542)
- 1647 – Domingo Abad Huerta, hiszpański duchowny katolicki, biskup Teruel (ur. 1580)
- 1657 – Laura Mancini, francuska arystokratka pochodzenia włoskiego (ur. 1636)
- 1676 – Aleksy I Romanow, car Rosji (ur. 1629)
- 1680 – Elisabeth Simmern van Pallandt, niemiecka filozof (ur. 1618)
- 1691 – Carlo Rainaldi, włoski architekt (ur. 1611)
- 1696 – Iwan V Romanow, car Rosji (ur. 1666)
- 1709 – Giuseppe Torelli, włoski altowiolista, skrzypek, kompozytor, pedagog (ur. 1658)
- 1725 – Piotr I Wielki, car Rosji (ur. 1672)
- 1743:
  - Jón Árnason, islandzki duchowny luduchowny, biskup Skálholtu, teolog, matematyk, śpiewak (ur. 1665)
  - Pier Marcellino Corradini, włoski kardynał (ur. 1658)
  - Traugott Gerber, niemiecki lekarz, botanik (ur. 1710)
- 1745 – Karol Wirtemberski, książę oleśnicki (ur. 1682)
- 1747 – Jérôme de Phélypeaux, francuski polityk (ur. 1674)
- 1749 – Jan van Huysum, holenderski malarz (ur. 1682)
- 1750 – Aaron Hill, brytyjski dramaturg (ur. 1685)
- 1755 – Niccolò Coscia, włoski kardynał (ur. 1681)
- 1772 – Augusta Sachsen-Gotha, księżna Walii (ur. 1719)
- 1807 – Pierre Lochet, francuski generał (ur. 1767)
- 1808 – Ove Høegh-Guldberg, duński teolog, historyk, polityk (ur. 1731)
- 1813 – Tadeusz Czacki, polski polityk (ur. 1765)
- 1824 – Rhijnvis Feith, niderlandzki poeta, prozaik (ur. 1753)
- 1825 – Józef Kalinowski, polski generał brygady Armii Księstwa Warszawskiego, pułkownik wojsk francuskich (ur. ok. 1785)
- 1828 – Jacek Fredro, polski szlachcic, polityk (ur. 1770)
- 1829 – Cristóbal Mendoza, wenezuelski polityk, pierwszy prezydent Wenezueli (ur. 1772)
- 1830 – Nikołaj Arsienjew, rosyjski polityk (ur. 1760)
- 1833:
  - William FitzWilliam, brytyjski arystokrata, polityk (ur. 1748)
  - Louis-François-Auguste de Rohan Chabot, francuski duchowny katolicki, arcybiskup Besançon, kardynał (ur. 1788)
- 1841 – Wojciech Maksymilian Adamski, polski lekarz, botanik (ur. 1796)
- 1843 – Seweryn Zenon Sierpiński, polski pisarz (ur. 1815)
- 1849 – France Prešeren, słoweński poeta, autor słów hymnu Słowenii (ur. 1800)
- 1851 – Nicholas Vansittart, brytyjski arystokrata, polityk (ur. 1766)
- 1852 – Franciszek Malczewski, polski major, uczestnik powstania listopadowego, zesłaniec (ur. 1800)
- 1864 – Domenico Maria Belzoppi, sanmaryński polityk (ur. 1796)
- 1878 – Elias Fries, szwedzki botanik, mykolog (ur. 1794)
- 1882 – Berthold Auerbach, niemiecki pisarz pochodzenia żydowskiego (ur. 1812)
- 1883 – Peter Merian szwajcarski geolog, paleontolog, wykładowca akademicki, polityk (ur. 1795)
- 1884 – Cetshwayo, ostatni władca niepodległego państwa Zulusów (ur. 1826)
- 1886:
  - Iwan Aksakow, rosyjski poeta, publicysta (ur. 1823)
  - Philipp Eduard Huschke, niemiecki prawnik, wykładowca akademicki (ur. 1801)
- 1890 – Giuseppe Pecci, włoski kardynał (ur. 1807)
- 1891 – Jean-Achille Benouville, francuski malarz (ur. 1815)
- 1893 – Leon Paweł Sapieha, polski książę, działacz społeczny, polityk (ur. 1856)
- 1895:
  - Maciej Maruniak, polski generał w służbie austro-węgierskiej (ur. 1827)
  - Anselme Mathieu, francuski poeta (ur. 1828)
  - Jean-François Portaels, belgijski malarz (ur. 1818)
- 1898 – José María Reina Barrios, gwatemalski polityk, prezydent Gwatemali (ur. 1854)
- 1904 – Józef Daniluk, polski zecer, działacz socjalistyczny (ur. 1842)
- 1906 – Józefina Gabriela Bonino, włoska zakonnica, błogosławiona (ur. 1843)
- 1909 – Mieczysław Karłowicz, polski kompozytor, dyrygent (ur. 1876)
- 1910 – Hans Jæger, norweski pisarz, publicysta, działacz anarchistyczny (ur. 1854)
- 1911:
  - Frederick Campbell, brytyjski arystokrata, polityk (ur. 1847)
  - Gustaf Fröding, szwedzki poeta (ur. 1860)
- 1915 – Charles Vane-Tempest-Stewrat, brytyjski arystokrata, polityk (ur. 1852)
- 1916 – Ryszard Geyer, polski przemysłowiec pochodzenia niemieckiego (ur. 1842)
- 1917:
  - Mór Déchy, węgierski geograf, wspinacz, podróżnik (ur. 1847)
  - Diomede Falconio, włoski duchowny katolicki, biskup Lacedonii, arcybiskup metropolita Acetenzy i Materny, wysoki urzędnik Kurii Rzymskiej, kardynał (ur. 1842)
  - Anton Haus, austro-węgierski admirał (ur. 1851)
- 1918 – Louis Renault, francuski prawnik, wykładowca akademicki, laureat Pokojowej Nagrody Nobla (ur. 1843)
- 1919 – Povilas Lukšys, litewski żołnierz, bohater narodowy (ur. 1886)
- 1920:
  - Richard Dehmel, niemiecki prozaik, poeta, dramaturg (ur. 1863)
  - Elmer Ernest Southard, amerykański neuropatolog, psychiatra (ur. 1876)
- 1921:
  - Colin Archer, norweski projektant i budowniczy statków morskich (ur. 1832)
  - Max Dvořák, czeski historyk i teoretyk sztuki, wykładowca akademicki (ur. 1874)
  - Piotr Kropotkin, rosyjski uczony, anarchista, rewolucjonista, prozaik, eseista (ur. 1842)
- 1922 – Sukenori Kabayama, japoński hrabia, generał, admirał, pierwszy gubernator generalny Tajwanu (ur. 1837)
- 1923:
  - Bernard Bosanquet, brytyjski filozof, pisarz (ur. 1848)
  - Jerzy (Jaroszewski), rosyjski duchowny prawosławny, metropolita warszawski (ur. 1872)
  - Henry Z. Osborne, amerykański polityk (ur. 1848)
- 1925 – Arthur Heffter, niemiecki chemik, farmakolog (ur. 1859)
- 1926:
  - William Bateson, brytyjski genetyk (ur. 1861)
  - Zofia Czarnecka, polska zakonnica, mistyczka (ur. 1897)
- 1927:
  - Heinrich Braun, niemiecki dziennikarz, polityk pochodzenia żydowskiego (ur. 1854)
  - Karol Paweł Rostworowski, polski kompozytor (ur. 1874)
- 1928 – Leontij Benois, rosyjski architekt pochodzenia francuskiego (ur. 1856)
- 1929 – Maria Bogusławska, polska pisarka, aktorka, dziennikarka, działaczka oświatowa (ur. 1868)
- 1930:
  - Auguste Dorchain, francuski poeta (ur. 1857)
  - Stanisław Pernaczyński, polski prawnik, ekonomista, bankowiec (ur. 1872)
- 1932 – Vincent Coll, irlandzki płatny zabójca (ur. 1908)
- 1934 – Ferenc Móra, węgierski pisarz (ur. 1879)
- 1935 – Max Liebermann, niemiecki malarz, grafik pochodzenia żydowskiego (ur. 1847)
- 1936 – Charles Curtis, amerykański polityk, wiceprezydent USA (ur. 1860)
- 1939 – Leopold Caro, polski ekonomista, adwokat (ur. 1864)
- 1940 – Michaił Frinowski, radziecki funkcjonariusz NKWD (ur. 1900)
- 1941:
  - Ignacy Jasiński, polski rolnik, polityk, poseł na Sejm RP (ur. 1891)
  - Willis Van Devanter, amerykański prawnik, sędzia Sądu Najwyższego pochodzenia holenderskiego (ur. 1859)
- 1942:
  - Fritz Todt, niemiecki polityk (ur. 1891)
  - Kasper Żelechowski, polski malarz, fotograf, poeta, pamiętnikarz (ur. 1863)
- 1943:
  - Lillian Langdon, amerykańska aktorka (ur. 1863)
  - Aleksiej Larski, rosyjski aktor, żołnierz (ur. 1923)
  - Icchok Malmed, polski Żyd, bohater getta białostockiego (ur. 1903)
  - Lepa Radić, jugosłowiańska partyzantka (ur. 1923)
  - Anna Maria Rayske, polska opiekunka społeczna, działaczka ruchu oporu (ur. 1914)[4][5]
- 1944:
  - Stanisław Łaciński, polski oficer AL i GL (ur. 1908)
  - Władysław Marmurowicz, polski major, żołnierz AK (ur. 1896)
  - Christo Michajłow, bułgarski działacz komunistyczny (ur. 1892)
  - Bernard Sachs, amerykański neurolog pochodzenia żydowskiego (ur. 1858)
- 1945:
  - Eugen Deutsch, niemiecki sztangista, żołnierz (ur. 1907)
  - Thanas Floqi, albański prawnik, działacz niepodległościowy (ur. 1884)
  - Heinrich Kley, niemiecki malarz, grafik, rysownik, ilustrator (ur. 1863)
  - Ignat Łucenko, radziecki starszy sierżant (ur. 1910)
  - Karl Marthinsen, norweski generał, kolaborant (ur. 1896)
  - Italo Santelli, włoski szablista (ur. 1866)
- 1946:
  - Franciszek Olszówka, polski porucznik, uczestnik podziemia antykomunistycznego (ur. 1923)
  - Antanas Tumėnas, litewski prawnik, polityk, premier Litwy (ur. 1880)
- 1947 – Józefina Bakhita, sudańska niewolnica, kanosjanka, święta (ur. 1868)
- 1948 – Gustav Schuft, niemiecki gimnastyk (ur. 1876)
- 1949 – Bronisław Bouffałł, polski prawnik, dyplomata (ur. 1867)
- 1950:
  - Pierre-Georges Arlabosse, libański polityk, prezydent Libanu (ur. 1891)
  - Aleksandrs Čaks, łotewski prozaik, poeta (ur. 1901)
- 1951:
  - Henryk Borowski, polski prawnik, żołnierz AK (ur. 1913)
  - Lucjan Minkiewicz, polski podporucznik, żołnierz AK (ur. 1918)
  - Antoni Olechnowicz, polski podpułkownik dyplomowany piechoty, żołnierz AK (ur. 1905)
  - Tichon (Radovanović), serbski biskup prawosławny (ur. 1891)
  - Władysław Stępniak, polski bokser (ur. 1909)
  - Zygmunt Szendzielarz, polski major kawalerii, żołnierz AK (ur. 1910)
  - Fritz Thyssen, niemiecki przemysłowiec (ur. 1873)
- 1952 – Hilda Luksemburska, ostatnia wielka księżna Badenii (ur. 1864)
- 1954:
  - György Jendrassik, węgierski inżynier, wynalazca (ur. 1898)
  - Jan Adam Maklakiewicz, polski kompozytor, dyrygent, pedagog, publicysta muzyczny (ur. 1899)
  - Laurence Trimble, amerykański aktor, reżyser i scenarzysta filmowy (ur. 1885)
- 1955:
  - Carl Darling Buck, amerykański lingwista, filolog klasyczny, wykładowca akademicki (ur. 1866)
  - Wilfred Nichol, brytyjski lekkoatleta, sprinter (ur. 1901)
- 1956:
  - Waldemar Maciszewski, polski pianista (ur. 1927)
  - Connie Mack, amerykański baseballista (ur. 1862)
- 1957:
  - Walther Bothe, niemiecki fizyk, matematyk, chemik, laureat Nagrody Nobla (ur. 1891)
  - John von Neumann, węgiersko-amerykański matematyk, inżynier chemik, fizyk, informatyk pochodzenia żydowskiego (ur. 1903)
- 1958:
  - Andrzej Liebich, polski pułkownik dyplomowany piechoty, historyk wojskowości (ur. 1893)
  - Zbigniew Pronaszko, polski malarz, rzeźbiarz, scenograf (ur. 1885)
- 1959 – William Donovan, amerykański generał major, szef służb specjalnych (ur. 1883)
- 1960:
  - John Langshaw Austin, brytyjski filozof (ur. 1911)
  - Konstanty Smowski, rosyjski i polski generał (ur. 1892)
- 1962 – Eugeniusz Frankowski, polski archeolog, etnolog, etnograf, iberysta, baskolog, muzeolog (ur. 1884)
- 1964:
  - Carlos Isola, argentyński piłkarz (ur. 1896)
  - Ernst Kretschmer, niemiecki psychiatra (ur. 1888)
- 1965:
  - Mieczysław Bogucki, polski zoolog, fizjolog, hydrobiolog (ur. 1884)
  - Franciszek Czubalski, polski fizjolog (ur. 1885)
  - Antoni Lanckoroński, polski ziemianin, działacz społeczny (ur. 1893)
- 1968 – Leon Klimecki, polski działacz społeczny, dyplomata (ur. 1889)
- 1969 – Kurt Kuhnke, niemiecki kierowca wyścigowy (ur. 1910)
- 1974 – Fritz Zwicky, szwajcarski astronom (ur. 1898)
- 1975 – Robert Robinson, brytyjski chemik, laureat Nagrody Nobla (ur. 1886)
- 1977 – Martin Egeberg, norweski zapaśnik (ur. 1896)
- 1978 – Oscar L. Chapman, amerykański polityk (ur. 1896)
- 1980:
  - Zezé Procópio, brazylijski piłkarz (ur. 1913)
  - Francesco Zucchetti, włoski kolarz torowy (ur. 1902)
- 1981 – Jakob Bender, niemiecki piłkarz (ur. 1910)
- 1983 – María Józefa Alhama Valera, hiszpańska zakonnica, mistyczka, błogosławiona (ur. 1893)
- 1984:
  - Philippe Ariès, francuski historyk (ur. 1914)
  - (lub 7 lutego) Piotr Bartoszcze, polski rolnik, działacz związkowy (ur. 1950)
  - Piet de Boer, holenderski piłkarz (ur. 1919)
  - Karel Miljon, holenderski bokser (ur. 1903)
  - Dionizy Smoleński, polski uczony, inżynier (ur. 1902)
- 1987:
  - Maria Leonia Jabłonkówna, polska reżyserka teatralna, krytyk, pisarka, poetka (ur. 1905)
  - Papusza, polska poetka pochodzenia romskiego (ur. 1908 lub 1910)
- 1990:
  - Katalin Karády, węgierska aktorka, piosenkarka (ur. 1910)
  - Del Shannon, amerykański piosenkarz, gitarzysta (ur. 1934)
- 1993:
  - Børge Andersen, duński szachista (ur. 1934)
  - William Ewing Hester, amerykański działacz tenisowy (ur. 1912)
  - Maria Rzepińska, polska historyk sztuki (ur. 1914)
  - Bram van der Stok, holenderski pilot wojskowy (ur. 1915)
- 1995:
  - Józef Maria Bocheński, polski logik, filozof (ur. 1902)
  - Maria Klimowicz, polska lekarka, działaczka społeczna (ur. 1941)
- 1996:
  - Halina Jabłońska, działaczka Młodzieży Wszechpolskiej, komendantka Narodowej Organizacji Wojskowej Kobiet, kapitan AK (ur. 1915)
  - Marian Krzak, polski ekonomista, polityk, dyplomata (ur. 1931)
  - Jerzy Salski, polski kapitan pilot (ur. 1915)
- 1997 – Miroslav Řihošek, czechosłowacki lekkoatleta, skoczek w dal, trójskoczek i sprinter (ur. 1919)
- 1998:
  - Tadeusz Banaszczyk, polski socjolog, filozof (ur. 1941)
  - Halldór Kiljan Laxness, islandzki pisarz, laureat Nagrody Nobla (ur. 1902)
- 1999 – Iris Murdoch, irlandzka pisarka (ur. 1919)
- 2000 – Arnold Rezler, polski dyrygent (ur. 1909)
- 2001:
  - Luka Brajnović, hiszpański dziennikarz, naukowiec, krytyk literacki, poeta (ur. 1919)
  - Ivo Caprino, norweski reżyser filmów animowanych (ur. 1920)
  - Giuseppe Casoria, włoski duchowny katolicki, kardynał (ur. 1908)
  - Chen Lifu, chiński polityk (ur. 1900)
- 2002:
  - Tadeusz Obroniecki, polski generał dywizji (ur. 1924)
  - Vesta M. Roy, amerykańska polityk (ur. 1925)
- 2003 – Leonid Fłorientjew, radziecki polityk (ur. 1911)
- 2004 – Iwan Palakou, radziecki polityk (ur. 1914)
- 2005:
  - Brajan Chlebowski, polski bohater (ur. 1998)
  - Jimmy Smith, amerykański muzyk jazzowy (ur. 1928)
- 2006:
  - Larry Black, amerykański lekkoatleta, sprinter (ur. 1951)
  - Ron Greenwood, angielski piłkarz, trener (ur. 1921)
  - Akira Ifukube, japoński kompozytor (ur. 1914)
  - Andrzej Wróbel, polski duchowny katolicki, przełożony polskiej prowincji pijarów (ur. 1917)
- 2007:
  - Adam Kotas, polski geolog (ur. 1931)
  - Anna Nicole Smith, amerykańska modelka, aktorka (ur. 1967)
- 2008:
  - Eva Dahlbeck, szwedzka aktorka (ur. 1920)
  - Jan Góral, polski piłkarz (ur. 1940)
- 2009:
  - Andrzej Bachleda-Curuś, polski śpiewak operowy (tenor) (ur. 1923)
  - Jan Berdak, polski fotografik (ur. 1944)
  - Marian Cozma, rumuński piłkarz ręczny (ur. 1982)
- 2010:
  - John Murtha, amerykański polityk (ur. 1932)
  - Krzysztof Skubiszewski, polski prawnik, polityk, dyplomata, minister spraw zagranicznych (ur. 1926)
- 2011:
  - Luiz Bueno, brazylijski kierowca wyścigowy (ur. 1937)
  - Matwiej Burłakow, radziecki i rosyjski generał pułkownik (ur. 1935)
  - Mieczysław Fęglerski, polski koszykarz (ur. 1930)
  - Inoke Maraiwai, fidżyjski rugbysta (ur. 1972)
  - Cesare Rubini, włoski koszykarz, piłkarz wodny, trener (ur. 1923)
- 2012:
  - Lew Hitch, amerykański koszykarz (ur. 1929)
  - Irina Turowa, rosyjska lekkoatletka, sprinterka (ur. 1935)
- 2013:
  - Giovanni Cheli, włoski kardynał (ur. 1918)
  - Zbigniew Doda, polski szachista (ur. 1931)
  - Alfred Sosgórnik, polski lekkoatleta, kulomiot (ur. 1933)
- 2014:
  - Els Borst, holenderska polityk (ur. 1932)
  - Philippe Mahut, francuski piłkarz (ur. 1957)
  - Maicon Pereira de Oliveira, brazylijski piłkarz (ur. 1988)
- 2015:
  - Vincent Valentine Egwuchukwu Ezeonyia, nigeryjski duchowny katolicki, biskup Aba (ur. 1941)
  - Stanisław Lisowski, polski kierowca rajdowy (ur. 1929)
- 2016:
  - Amelia Bence, argentyńska aktorka (ur. 1914)
  - John Disley, brytyjski lekkoatleta, długodystansowiec (ur. 1928)
  - Nida Fazli, indyjski poeta (ur. 1938)
  - Petr Mikeš, czeski poeta, tłumacz (ur. 1948)
- 2017:
  - Wiktor Czanow, ukraiński piłkarz, trener (ur. 1959)
  - Georges El-Murr, libański duchowny katolicki, arcybiskup Petry i Filadelfii (ur. 1930)
  - Steve Sumner, nowozelandzki piłkarz (ur. 1956)
  - Peter Mansfield, brytyjski fizyk, laureat Nagrody Nobla (ur. 1933)
  - Patrick Mutume, zimbabweński duchowny katolicki, biskup Mutare (ur. 1943)
  - Michaił Tołstych, ukraiński dowódca wojskowy (ur. 1980)
  - Andrzej Tomczak, polski archiwista, historyk (ur. 1922)
- 2018:
  - Jarrod Bannister, australijski lekkoatleta, oszczepnik (ur. 1984)
  - Jakub Erol, polski grafik, plakacista (ur. 1941)
  - Agenor Girardi, brazylijski duchowny katolicki, biskup União da Vitória (ur. 1952)
  - Marie Gruber, niemiecka aktorka (ur. 1955)
  - Carlos Robles Piquer, hiszpański polityk, dyplomata, minister edukacji i nauki, eurodeputowany (ur. 1925)
  - Irena Szramowska-German, polska aktorka (ur. 1931)
- 2019:
  - Kiço Blushi, albański pisarz, scenarzysta filmowy, polityk (ur. 1943)
  - Fernando Clavijo, amerykański piłkarz, trener (ur. 1956)
  - Zbigniew Czajkowski, polski szermierz, trener, teoretyk sportu (ur. 1921)
  - Siergiej Jurski, rosyjski aktor (ur. 1935)
  - Hiob (Pawłyszyn), ukraiński duchowny prawosławny, biskup tarnopolski i buczacki (ur. 1956)
  - Tomi Ungerer, francuski pisarz, ilustrator (ur. 1931)
- 2020:
  - Mykolas Arlauskas, litewski biochemik, polityk (ur. 1930)
  - Robert Conrad, amerykański aktor (ur. 1935)
  - Maurice Girardot, francuski koszykarz (ur. 1921)
  - Magdalena Krzyńska, polska śpiewaczka operowa (sopran) (ur. 1947)
- 2021:
  - Jean-Claude Carrière, francuski pisarz, scenarzysta filmowy (ur. 1931)
  - Szelomo Hillel, izraelski polityk, dyplomata, minister policji, minister spraw wewnętrznych, przewodniczący Knesetu (ur. 1923)
  - Adam Kopczyński, polski hokeista (ur. 1948)
  - Jean Obeid, libański prawnik, polityk, minister edukacji, młodzieży i sportu, minister spraw zagranicznych (ur. 1939)
  - Michał Szewczyk, polski aktor (ur. 1934)
  - Anatol Waliczenka, polski dyrygent, chórmistrz, kolekcjoner (ur. 1934)
- 2022:
  - Zdzisław Kegel, polski prawnik, kryminolog (ur. 1935)
  - Krzysztof Kuszewski, polski epidemiolog (ur. 1940)
  - Luc Montagnier, francuski wirusolog, laureat Nagrody Nobla (ur. 1932)
- 2023:
  - Burt Bacharach, amerykański pianista, kompozytor (ur. 1928)
  - Miroslav Blažević, chorwacki piłkarz, trener (ur. 1935)
  - Mirosław Domińczyk, polski działacz opozycji antykomunistycznej (ur. 1953)
  - Elena Fanchini, włoska narciarka alpejska (ur. 1985)
  - Volkan Kahraman, austriacki piłkarz, trener (ur. 1979)
  - Ignatius Paul Pinto, indyjski duchowny katolicki, biskup Shimoga, arcybiskup Bangalore (ur. 1925)
  - Iwan Siłajew, rosyjski inżynier lotnictwa, polityk, minister przemysłu lotniczego, premier Rosji (ur. 1930)
- 2024:
  - Adam Józefowicz, polski prawnik, sędzia Sądu Najwyższego i Trybunału Konstytucyjnego (ur. 1928)
  - Arkadiusz Płoski, polski matematyk, samorządowiec, prezydent Kielc (ur. 1947)
- 2025:
  - Sam Nujoma, namibijski polityk, prezydent Namibii (ur. 1929)
  - Jadwiga Puzynina, polska językoznawczyni, literaturoznawczyni, profesor nauk humanistycznych (ur. 1928)